# Интерфейс пользователя
Интерфе́йс по́льзователя, он же по́льзовательский интерфейс (UI — англ. user interface) — интерфейс, обеспечивающий передачу информации между пользователем-человеком и программно-аппаратными компонентами компьютерной системы (ISO/IEC/IEEE 24765-2010).

## Составляющие
Под совокупностью средств и методов интерфейса пользователя подразумеваются:
Средства
- вывода информации из устройства к пользователю — весь доступный диапазон воздействий на организм человека (зрительных, слуховых, тактильных, обонятельных и т. д.) — экраны (дисплеи, проекторы) и лампочки, динамики, зуммеры и сирены, вибромоторы и т. д. и т. п.
- ввода информации/команд пользователем в устройство — множество всевозможных устройств для контроля состояния человека — кнопки, переключатели, потенциометры, датчики положения и движения, сервоприводы, жесты лицом[источник не указан 949 дней] и руками, даже съём мозговой активности пользователя.

По наличию тех или иных средств ввода, интерфейсы разделяются на типы — жестовый, голосовой, брэйн, и т. д., возможны смешанные варианты.
Средства эти должны быть необходимыми и достаточными, быть удобными и практичными, расположенными и скомпонованными разумно и понятно, соответствовать физиологии человека, не должны приводить к негативным последствиям для организма пользователя (всё это входит в понятие эргономики).
Методы
- набор правил, заложенных разработчиком устройства, согласно которым совокупность действий пользователя должна привести к необходимой реакции устройства и выполнения требуемой задачи — так называемый логический интерфейс.

## Виды
- Визуальный
  - Текстовый (в частности, интерфейс командной строки)
  - Графический
    - Оконный
    - WIMP
    - Web-ориентированный
    - Индуктивный
    - Масштабируемый
- Тактильный
- Жестовый
- Голосовой
- Материальный (осязательный)
- Нейрокомпьютерный интерфейс